# Arrenoseius crassipes
Arrenoseius crassipes är en spindeldjursart som först beskrevs av Denmark 1988.  Arrenoseius crassipes ingår i släktet Arrenoseius och familjen Phytoseiidae. Inga underarter finns listade i Catalogue of Life.